# Arthur Raither

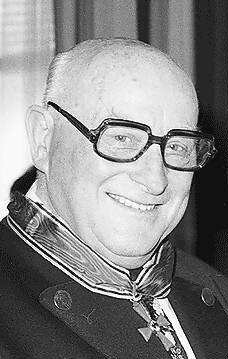
Arthur Raither (1979)

Arthur Raither (* 23. Oktober 1911 in Neufrach; † 16. Januar 1988 ebenda) war ein deutscher Landwirt, Agrarpolitiker und Genossenschaftler. Er war von 1964 bis 1983 Präsident des Badischen Landwirtschaftlichen Hauptverbandes (BLHV). Von 1970 bis 1986 war er Vorstandsvorsitzender des Bodensee-Obstmarktes Neufrach-Radolfzell.

## Familie
Er war der Sohn des Landwirts Heinrich Raither (1879–1972) und M. Luise geb. Kling (1891–1968). In Neufrach heiratete er Frieda geb. Zollinger, mit der er zwei Kinder bekam, den Logopäden Bruno und den Landwirt Siegfried.

## Werdegang
Nach dem Besuch der Volksschule in Neufrach, der Berufs- und Landwirtschaftsschule in Salem und der Bauernschule (Landvolkshochschule) Ittendorf war Raither von 1948 bis 1982 Vorsitzender des Kreisverbandes Überlingen des Badischen Landwirtschaftlichen Hauptverbandes e.V. (BLHV). Von 1949 bis 1979 war er für die CDU Mitglied des Kreistags des Landkreises Überlingen und nachfolgend des Bodenseekreises. 1950 übernahm er den 45 Hektar großen bäuerlichen Betrieb seiner Eltern. Er war von 1952 bis 1963 Vizepräsident des BLHV. Von 1962 bis 1985 war er Aufsichtsratsvorsitzender der Karlsruher Versicherungs-AG. Zwischen 1953 und 1986 war er Vorstandsmitglied der Badischen landwirtschaftlichen Sozialversicherungsträger, ab 1969 Vorstandsvorsitzender. Zwischen 1970 und 1987 war er Stellvertretender Vorsitzender des Hochschulbundes der Universität Hohenheim.
Raither engagierte sich insbesondere in der landwirtschaftlichen Sozialpolitik (Altershilfe und Krankenkasse für Landwirte), war ein Verfechter des Solidarprinzips und setzte sich für bessere Existenzbedingungen kleiner und mittlerer Höfe in benachteiligten Regionen ein. Dabei strebte er Fortschritte in der Kreditpolitik und Agrarstruktur an. Sein Interesse galt auch der Förderung von Veredlungswirtschaft und Sonderkulturen (vor allem Obstanbau).

## Auszeichnungen
- 1956: Grünes Band des BLHV in Gold
- 1977: Verdienstmedaille des Landes Baden-Württemberg
- 1979: Ehrensenator der Universität Hohenheim
- 1979: Großes Verdienstkreuz des Verdienstordens der Bundesrepublik Deutschland
- 1981: Goldene Ehrennadel des Deutschen Bauernverbandes und der Deutschen Genossenschaftsverbandes
- 1981: Professor-Niklas-Medaille
- 1984: Ehrenpräsident der BLHV